# Make Em Say
Make Em Say è un singolo del rapper statunitense NLE Choppa, pubblicato il 7 agosto 2020 su etichetta NLE Choppa Entertainment.

## Descrizione
Il singolo vede la collaborazione della rapper statunitense Mulatto ed è il sesto brano estratto dall'album in studio di debutto del rapper, Top Shotta.

## Tracce
Testi e musiche di Bryson Potts, Alyssa Stephens, Andrell D. Rogers, Budda Beats, Norvan Denton, Carl Dorsey, Terrell McNeal.
1. Make Em Say – 3:50